# Carole Joan Crawford
Carole Joan Crawford (Kingston, 13 de fevereiro de 1943 – 18 de dezembro de 2024) foi uma modelo e rainha da beleza da Jamaica que venceu o concurso Miss Mundo 1963.
Ela tinha 20 anos ao ser eleita e foi a primeira de seu país a receber este título, apenas alguns meses depois da independência da Jamaica.
Ela também foi a primeira mulher "de cor" a vencer o concurso.

## Miss Mundo
Carole venceu o Miss Mundo em Londres no dia  07 de novembro de 1963. De volta a seu país, ela foi recebida por uma multidão de pessoas no aeroporto e o governo mandou fazer milhares de selos em sua homenagem.

## Vida após os concursos de beleza
Carole casou viveu no Canadá.
Em 2012, nos 50 anos de independência da Jamaica, ela falou sobre sua vitória: "eu nunca tinha feito nada igual e tive que pedir permissão ao meu pai para participar de um concurso de beleza".